# 余庆河
余庆河，是中国长江流域的一条河流，汇入乌江中游右岸，属于乌江水系。河长111千米，流域面积1493平方千米，多年平均流量28立方米每秒。自然落差776米。水能理论蕴藏量1万千瓦。